# Liste der Bodendenkmäler in Spenge
Die Liste der Bodendenkmäler in Spenge enthält die denkmalgeschützten unterirdischen baulichen Anlagen, Reste oberirdischer baulicher Anlagen, Zeugnisse tierischen und pflanzlichen Lebens und paläontologischen Reste auf dem Gebiet der Stadt Spenge im Kreis Herford in Nordrhein-Westfalen (Stand: Dezember 2018). Diese Bodendenkmäler sind in Teil B der Denkmalliste der Stadt Spenge eingetragen; Grundlage für die Aufnahme ist das Denkmalschutzgesetz Nordrhein-Westfalen (DSchG NRW).
| Bild | Bezeichnung                               | Lage | Beschreibung | Bauzeit | Eingetragen seit | Denkmal- nummer |
| ---- | ----------------------------------------- | ---- | ------------ | ------- | ---------------- | --------------- |
|      | Gräberfeld „Vahrenhölzer Höfe“            |      |              |         | 14.06.1991       | 1               |
|      | Gräberfeld „Auf dem Bünsken“              |      |              |         | 14.06.1991       | 2               |
|      | Gräberfeld „Horstkamp“                    |      |              |         | 14.06.1991       | 3               |
|      | Burganlage Werburg                        |      |              |         | 14.06.1991       | 4               |
|      | Burganlage Hücker-Aschen                  |      |              |         | 14.06.1991       | 5               |
|      | Bronzezeitlicher Grabhügel Bardüttingdorf |      |              |         | 07.05.1999       | 6               |
|      | Flößwiese Bardüttingdorf                  |      |              |         | 31.03.2004       | 7               |